# Sergei Baltacha
Sergei Baltacha Jr. (ukr. Сергій Сергійович Балтача, Serhij Serhijowicz Bałtacza; ur. 28 lutego 1979 w Kijowie, Ukraińska SRR) – szkocki piłkarz pochodzenia ukraińskiego, występujący na pozycji obrońcy, syn piłkarz Serhija Bałtaczy

## Kariera piłkarska

### Kariera klubowa
Wychowanek Szkoły Piłkarskiej Dynama Kijów. Mając 8 lat wyjechał razem z rodzicami na stałe do Szkocji, gdzie trenował się w juniorskich drużynach Ipswich Town F.C. oraz St. Johnstone FC. W 1999 rozpoczął karierę piłkarską w St. Mirren FC. W styczniu 2004 przeszedł do Millwall F.C., a potem do Petershill F.C. W 2005 na treningu uszkodził sobie kark i był zmuszony zakończyć karierę piłkarską. 

### Kariera reprezentacyjna
W młodzieżowej reprezentacji Szkocji, w której rozegrał 3 spotkania.